# Jungermanniidae
Jungermanniidae, podrazred jetrenjarki, dio razreda Jungermanniopsida. Dijeli se na 3 reda.

## Opis
Jungermanniidae se obično naziva "lisnatim jetrenjačama". Skupina je raznolika, sastoji se od gotovo 4000 do 6000 vrsta. Lisnatih jetrenjarka ima u izobilju u umjerenim, suptropskim i tropskim regijama. Lisnate jetrenjarke mogu rasti na različitim podlogama. Izbojci Jungermanniidae obično su dobro razgranati i tvore prostirke po supstratu, uključujući lišće drugih traheofita i koru drveća.
Naziv "Lisnate jetrenjače" odnosi se na objedinjujuću karakteristiku ove skupine. Listovi gametofitne generacije raspoređeni su u dva spljoštena bočna reda, s listićima jednake veličine. Treći ventralni red lišća može ali ne mora biti prisutan, ti se listovi obično nazivaju podlišćem. Bočni i donji listovi su unistratozni, sastoje se od nediferenciranih stanica, općenito ne sadrže središnju žilicu i mogu, ali ne moraju biti režnjevi.
Spolni rasplodni organi nalaze se na kratkim i bočnim bočnim ograncima mladica. Arhegonije se nalaze unutar modificiranog lista poznatog kao perijant. Sporofitna generacija će se razviti unutar perijanta, a kada su uvjeti prikladni za širenje spora, seta (ili držak) će se izdužiti kako bi podigao zreli sporangij.

## Redovi
Jungermanniidae Engl.
1. Jungermanniales H. Klinggr.
2. Porellales Schljakov
3. Ptilidiales Schljakov